# Baltimax
Baltimax is een nautische term voor het grootste type schepen dat in geladen toestand de Oostzee (Baltische Zee) kan opvaren.
De grootste schepen kunnen via de Grote Belt de Oostzee opvaren. Deze beperkt de schepen tot een maximale diepgang van 15,4 m en een maximale hoogte boven de waterlijn van 65 m (begrensd door de Grote Beltbrug). Met een maximale lengte van 240 m en een breedte van 42 m geeft dit een maximum draagvermogen van ongeveer 100.000 DWT.
Desalniettemin zijn er ook enkele grotere schepen die de Oostzee aandoen, waaronder de B-MAX-tankers met een draagvermogen van 205.000 DWT en de Maersk Triple E klasse containerschepen met een draagvermogen van 165.000 DWT. Deze kunnen vanzelfsprekend enkel de Grote Belt door indien de maximale diepgang onder 15,4 m blijft.
De Sont is ook een zeestraat die naar de Oostzee leidt al is dit met haar maximale diepgang van 8 m geen alternatief voor grotere schepen. Het Kielerkanaal is aangelegd als binnenweg tussen de Noordzee en de Oostzee, maar kan enkel gebruikt worden met een maximale diepgang van 9,5 m.
Een verdere beperking voor Baltimax-schepen is de maximale diepgang van de Oostzeehavens. De havens van Luleå (11 m, maar in de toekomst 13 m), Kemi (10 m) en de grote oliehaven van Klaipėda (12,5 m) hebben allemaal een lagere toegelaten diepgang dan de maximale diepgang van de Baltimax klasse. De grootste havens die de Baltimax schepen kunnen aanlopen zijn die van Primorsk, een grote oliehaven die een maximale diepgang van 15 m toelaat, en de haven van Gdańsk die 300.000 DWT schepen met een diepgang van 15 m aankan.
Aframax · Baltimax · Chinamax · Dunkirkmax · Handymax · Japanamax · Kamsarmax · Medimax · Newcastlemax · Panamax · Saimax · Seawaymax · Setouchmax · Suezmax · Valemax